# Agustí Bordas i Cuscó
Agustí Bordas i Cuscó (Sabadell, 1975) és, des del 2002, un alt funcionari del govern canadenc, expert en gestió publica. És llicenciat en Ciències Polítiques per la UAB i, durant l'any acadèmic 1996-1997, cursà estudis a la Stockholms Universitetet (Suècia). Posteriorment, realitzà els estudis corresponents al Mestratge en Gestió Pública (Programa interuniversitari ESADE, UAB i Universitat Pompeu Fabra). De 1998 a 1999, fou becari en el Departament de la Presidència de la Generalitat de Catalunya, dins de la Direcció General de Planificació Operativa. De 2000 a 2002 completà un Mestratge en Administració Pública en Innovació, Ciència i Medi Ambient a la Carleton University (Ottawa, Ontario). Va entrar el govern canadenc com a expert en gestió de polítiques ambientals i, després, ha ocupat diversos càrrecs en aquest mateix govern. És també militant de Convergència Democràtica de Catalunya. El seu pas pel programa Singulars de TV3, el 9 de gener de 2013, en què va parlar dels motius que abonarien la demanda d'un estat propi per Catalunya, va tenir molta repercussió. Col·labora en el diari digital El Singular Digital.